# KkStB 33 sorozat
A kkStB 33 sorozat egy tehervonati szerkocsisgőzmozdony-sorozat volt, az osztrák Császári és Királyi Osztrák Államvasutaknál (németül: österreichische k.k. Staatsbahnen, kkStB) és az Erzsébet császárné Vasúttól (németül: Kaiserin Elisabeth Bahn, KEB) származtak.

## Története
A KEB 1860 és 1863 között szerezte be ezt a 32 db három kapcsolt kerékpárú mozdonyt a Sigl bécsi (Később Bécsújhelyi Mozdonygyár) és a StEG mozdonygyárától. További 3 db-ot a saját üzemében épített 1866-ban. Ez összesen 35 db volt. Ellentétben más háromcsatlós mozdonnyal, a KEB akkori megbízott főmérnöke a belsőkeretes megoldást választotta. A döntés helyességét az elkövetkező évtizedekben a mozdonyoknál a külső keret és a Hall forgattyúk okozta problémák igazolták.
1881 és 1895 között a mozdonyok új kazánt kaptak. A táblázatban látható értékek az eredeti kazánra vonatkoznak.
Az államosítás után a kkStB a mozdonyokat a 33 sorozatba osztotta be, de már 1918 előtt selejtezték őket.

## Fordítás
- Ez a szócikk részben vagy egészben  a   kkStB 33 című német Wikipédia-szócikk fordításán alapul.  Az eredeti cikk szerkesztőit annak laptörténete sorolja fel. Ez a jelzés csupán a megfogalmazás eredetét és a szerzői jogokat jelzi, nem szolgál a cikkben szereplő információk forrásmegjelöléseként. Az eredeti szócikk forrásai az eredeti szócikknél találhatóak meg.